# Colisão aérea de Dniprodzerzhynsk
A Colisão aérea de Dniprodzerzhynsk ocorreu no dia 11 de agosto de 1979, quando um avião Tupolev Tu-134-A da Aeroflot que partiu do Aeroporto de Voronej, na então RSFS da Rússia, em direção a Chișinău, na RSS da Moldávia, colidiu com outro avião do mesmo modelo, próximo à cidade de Dniprodzerzhynsk (atual Kamianske), na RSS Ucraniana. Todos os 178 passageiros morreram - destes, 17 integravam a equipe uzbeque do Pakhtakor Tashkent (14 jogadores e 3 membros da comissão técnica), que disputaria um jogo contra o Dinamo Minsk.

## Acidente

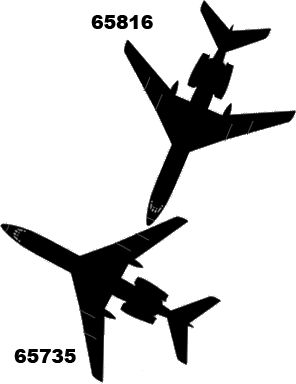
Ângulo do acidente entre os 2 Tupolevs.

O primeiro avião, registrado como СССР-65816, era um Tupolev Tu-134-A da companhia Aeroflot, que fazia o serviço aéreo Tcheliabinsk-Voronej-Chișinău, como o voo 7628, a 8 400 metros de altitude. Na aeronave estavam 88 passageiros e 6 tripulantes. O segundo avião envolvido no acidente era do mesmo modelo, registrado como СССР-65816 e que fazia o serviço aéreo Donetsk-Minsk, como o voo 7880, a 8 400 metros de altitude. 77 passageiros estavam a bordo, além de 7 tripulantes.
Um controlador de tráfego aéreo descobriu que os 2 aviões estavam na mesma rota e ordenou que o voo que dirigia-se a Minsk ficasse a 9 mil metros. Nas proximidades da cidade de Dniprodzerzhynsk, as aeronaves chocaram-se a 7 900 metros; enquanto o Tupolev que iria a Chișinău girava no céu, o segundo avião desintegrava-se em direção ao solo, matando todos os 178 passageiros.

## Passageiros
Entre os mortos estavam 14 jogadores e 3 integrantes da comissão técnica do Pakhtakor Tashkent, que disputaria um jogo contra o Dinamo Minsk.
- Jogadores: Ravil Agishev, Mikhail An, Olim Ashirov, Sirozhiddin Bazarov, Konstantin Bakanov, Yury Zagumennov, Shukhrat Ishbutaev, Alexander Korchenov, Nikolai Kulikov, Vladimir Makarov, Sergej Pokatilov, Vladimir Sabirov, Vladimir Fedorov, e Viktor Churkin;
- Comissáo técnica: Idgay Tazetdinov (treinador), Vladimir Chumakov (médico) e Mansour Talibdjanov (administrador)